# The Great Khali
Dalip Singh Rana (27 augustus 1972), beter bekend als The Great Khali, is een Indiaas-Amerikaans professioneel worstelaar, promotor en acteur die vooral bekend is van zijn tijd bij de World Wrestling Entertainment. Khali is een voormalige World Heavyweight Champion, de eerste Indiër die het gouden kampioenschap, oftewel "Big Gold Belt" wist te bemachtigen. In 2015 lanceerde hij een Indiase worstelorganisatie genaamd Continental Wrestling Entertainment (CWE).
Voordat Rana zijn debuut maakte in het professioneel worstelen in 2000, was hij politieagent in Punjab. Hij verscheen ook in vier Hollywoodfilms, twee bollywoodfilms en verschillende televisieshows. In 2021 werd hij opgenomen in WWE Hall of Fame.

## In het worstelen
- Finishers (afwerkingsbeweging)[8]
  - The Khali Vice Grip
  - Chop
  - Punjabi Plunge

## Prestaties
- Continental Wrestling Entertainment
  - CWE Heavyweight Championship (2 keer)
- CAGEMATCH Year-End Awards
  - WWE-Neuverpflichtung des Jahres (2005)[9]
  - WWE-ECW-Wrestler des Jahres (2006)[9]
  - WWE-SmackDown-Wrestler des Jahres (2007)[9]
  - Jahres-Rankings von WWE SmackDown! (2007)[9]
- New Japan Pro Wrestling
  - Teisen Hall Six-Man Tournament (2002) – met Masahiro Chono en Giant Silva[10]
- Pro Wrestling Illustrated
  - Gerangschikt op nummer 83 van de 500 single worstelaars in de PWI 500 in 2008[11]
- Wrestling Observer Newsletter
  - Most Overrated (2007)[12]

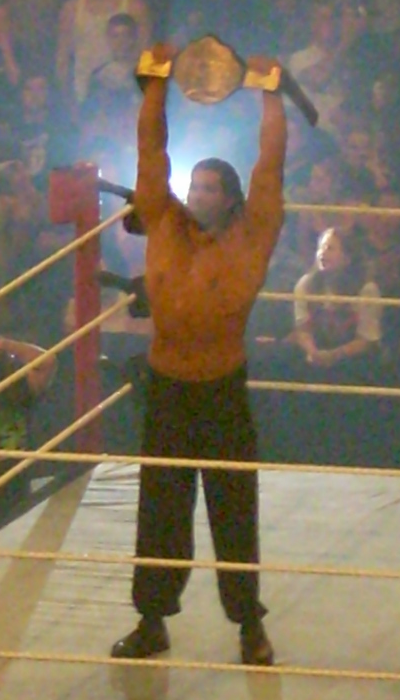
Khali een voormalige World Heavyweight Champion.

  - Worst Gimmick (2008)[12]Khali een voormalige World Heavyweight Champion.
- World Wrestling Entertainment
  - World Heavyweight Championship (1 keer)[13]
  - WWE Hall of Fame (2021)[9]
  - 7-man Royal Rumble (2007)
  - Slammy Award (1 keer)
    - "Damn!" Moment of the Year (2008) Khali organiseerde de Kiss Cam op 7 november op SmackDown.[14]